# Regan Burns
Regan Burns (14 de junio de 1968, Georgia, Estados Unidos) es un actor y comediante estadounidense. Ha sido reconocido por participar en las series: The ½ Hour News Hour, Halfway Home y Dog with a Blog. En 1995 se casa con Jennifer Burns y tienen 2 hijos.

## Filmografía

### Series
- Dog with a Blog (2012-2015) - Bennett James
- Finales felices (2013) - Connie
- NCIS: Los Ángeles (2013) - Brad Ross
- Wizards of Waverly Place (2011) - Everett Appleton
- State of Georgia (2011) - Director
- Weeds (2011)
- Sunny entre estrellas (2010) - Ryan Loughlin
- Colgados en Filadelfia (2010)
- Zeke y Luther (2010)
- Svetlana (2010)
- Notes from the Underbelly (2010)
- I'm in the Band (2010) - Mr. Morton
- Gary Unmarried (2009) - Car Salesman
- Como conocí a vuestra madre (2009) - Productor
- Hasta que la muerte nos separe (2008) - Dan Stevens
- Rodney (2005-2008) - Gary
- Reno 911! (2008)
- Zoey 101 (2007-2008) - Mr. Berringer
- Las Vegas (2008)
- Back to You (2007) - Mr. Robbins
- The ½ Hour News Hour (2007) - Tim Davenport
- Halfway Home (2007) - Alan Shepherd
- Sobrenatural (2007) - McG
- Boston Legal (2006) - Stan
- C.S.I. (2005) - James Billmayer
- Todo eso y más (2004)
- Sin rastro (2004)
- Oliver Beene (2004)
- Malcolm (2004)
- The District (2004)
- Una vez más (2001-2002) - Ingeniero Fawcett
- The Mind of the Married Man (2001)
- Three Sisters (2001) -Dan
- Larry David (2000)
- Titus (2000) - Oficial Charlie Regan
- Malcolm & Eddie (2000)
- Cosa de marcianos (2000)
- Asuntos de familia (2000)
- Pasado de vueltas (2000) - Vico
- Jesse (1999)
- Chicago Hope (1999)
- The Drew Cary Show (1999)
- De repente Susan (1999) - Jeff

### Películas
- Kidnap Party (2012)
- Queens of Country (2012) - Dr. Bauer
- Wrong (2012) - Mike
- Armados y cabreados (2011) - Michael Fuller
- Some Guy Who Kills People (2011) - Ronald Howell
- The Lutefisk Wars (2011) - Marty Ramstad
- 3 Days Blind (2009) - Van
- Untitled Paul Reiser Project (2006) - Brian
- Sports Central (2005)
- Cedric the Coach (2001)
- The Gistle (2000) - Mr. Alden
- Cumpleaños mutante (1999) - Joe